# Матч за звание чемпиона мира по международным шашкам среди женщин 2021
Матч за звание чемпиона мира по международным шашкам среди женщин 2021 года между действующей чемпионкой мира 2019 года Тамарой Тансыккужиной (Россия) и чемпионкой мира 2018 года Натальей Садовской (Польша) прошёл с 23 апреля по 3 мая в Варшаве, Польша. Первоначально планировалось провести матч 15-29 декабря 2020 года сначала в Москве, затем в Санкт-Петербурге. Затем начало матча было перенесено на 19 декабря, но и в эти сроки матч не состоялся. Призовой фонд 20 000€ (12 000€ победителю и 8000€ проигравшему).
Официальные комментаторы матча на польском языке на YouTube — MF Дамиан Решка (Польша) и MI Иван Антоненко (Украина).
В упорной борьбе победу одержала Тамара Тансыккужина, став семикратной чемпионкой мира.

## Регламент матча
Соревнования проходят за девять игровых дней, каждый день играется микроматч.
Первый поединок микроматча — игра с классическим контролем времени (1 час 20 минут + 1 минута на ход). При победе счёт игрового дня 12 : 0.
Если игра с классическим контролем времени завершается вничью, то играется партия в быстрые шашки (20 минут + 5 секунд на ход). При победе счёт игрового дня 8 : 4.
Если партия в быстрые шашки заканчивается вничью, то играется партия в блиц (5 минут + 3 секунды на ход). При победе счёт игрового дня 7 : 5.
Если все три партии заканчиваются вничью, то счёт игрового дня 6 : 6.
Титул получает спортсменка, имевшая лучший счёт по очкам в играх с классическим контролем времени. При равенстве — имевшая лучший счёт по очкам в играх в быстрые шашки. При равенстве и в этом случае должен проводиться тай-брейк до первой победы: первые две игры проводятся по быстрым шашкам (20 минут + 5 секунд на ход), далее по блицу (5 минут + 3 секунды за ход) до победы одной из участниц.
Матч прекращается досрочно, если одна из соперниц набирает более 54 очков.

## Результаты
Для определения победителя матча были проведены все девять микроматчей. Проиграв в первый день партию в рапиде, Тансыккужина оказалась в роли догоняющей и только в последний день смогла сравнять счёт. Затем последовал тай-брейк, в котором две партии в быстрые шашки завершились вничью, в последовавших партиях в блиц четвёртая стала решающей. Победа в ней сделала Тамару Тансыккужину победителем матча за звание чемпиона мира.
| Место | Участница           | День 1 23.04 | День 2 24.04 | День 3 25.04 | День 4 27.04 | День 5 28.04 | День 6 29.04 | День 7 1.05 | День 8 2.05 | День 9 3.05 | Счёт в матче | Тай-брейк |
| ----- | ------------------- | ------------ | ------------ | ------------ | ------------ | ------------ | ------------ | ----------- | ----------- | ----------- | ------------ | --------- |
| 1     | Тамара Тансыккужина | 4            | 6            | 6            | 0            | 12           | 5            | 7           | 6           | 8           | 54           | 7         |
| 2     | Наталья Садовская   | 8            | 6            | 6            | 12           | 0            | 7            | 5           | 6           | 4           | 54           | 5         |

### День 1
| Участница           | Классика | Рапид | Блиц | Счёт |
| ------------------- | -------- | ----- | ---- | ---- |
| Тамара Тансыккужина | 1        | 0     | —    | 4    |
| Наталья Садовская   | 1        | 2     | —    | 8    |

### День 2
| Участница           | Классика | Рапид | Блиц | Счёт |
| ------------------- | -------- | ----- | ---- | ---- |
| Тамара Тансыккужина | 1        | 1     | 1    | 6    |
| Наталья Садовская   | 1        | 1     | 1    | 6    |

### День 3
| Участница           | Классика | Рапид | Блиц | Счёт |
| ------------------- | -------- | ----- | ---- | ---- |
| Тамара Тансыккужина | 1        | 1     | 1    | 6    |
| Наталья Садовская   | 1        | 1     | 1    | 6    |

### День 4
| Участница           | Классика | Рапид | Блиц | Счёт |
| ------------------- | -------- | ----- | ---- | ---- |
| Тамара Тансыккужина | 0        | —     | —    | 0    |
| Наталья Садовская   | 2        | —     | —    | 12   |

### День 5
| Участница           | Классика | Рапид | Блиц | Счёт |
| ------------------- | -------- | ----- | ---- | ---- |
| Тамара Тансыккужина | 2        | —     | —    | 12   |
| Наталья Садовская   | 0        | —     | —    | 0    |

### День 6
| Участница           | Классика | Рапид | Блиц | Счёт |
| ------------------- | -------- | ----- | ---- | ---- |
| Тамара Тансыккужина | 1        | 1     | 0    | 5    |
| Наталья Садовская   | 1        | 1     | 2    | 7    |

### День 7
| Участница           | Классика | Рапид | Блиц | Счёт |
| ------------------- | -------- | ----- | ---- | ---- |
| Тамара Тансыккужина | 1        | 1     | 2    | 7    |
| Наталья Садовская   | 1        | 1     | 0    | 5    |

### День 8
| Участница           | Классика | Рапид | Блиц | Счёт |
| ------------------- | -------- | ----- | ---- | ---- |
| Тамара Тансыккужина | 1        | 1     | 1    | 6    |
| Наталья Садовская   | 1        | 1     | 1    | 6    |

### День 9
| Участница           | Классика | Рапид | Блиц | Счёт |
| ------------------- | -------- | ----- | ---- | ---- |
| Тамара Тансыккужина | 1        | 2     | —    | 8    |
| Наталья Садовская   | 1        | 0     | —    | 4    |

### Тай-брейк
|    |                 | 1  |                 | 2  |                | 3               |                 | 4               |                | 5              |    |  |
|    |                 | 1  |                 | 2  |                | 3               |                 | 4               |                | 5              | 5  |  |
| 6  | 6               |    | 7               |    | 8 чёрная шашка |                 | 9 чёрная шашка  |                 | 10             |                |    |  |
|    |                 | 11 |                 | 12 |                | 13 чёрная шашка |                 | 14 чёрная шашка |                | 15             | 15 |  |
| 16 | 16 чёрная шашка |    | 17 чёрная шашка |    | 18             |                 | 19 чёрная шашка |                 | 20             |                |    |  |
|    |                 | 21 |                 | 22 |                | 23 чёрная шашка |                 | 24 чёрная шашка |                | 25             | 25 |  |
| 26 | 26 белая шашка  |    | 27 белая шашка  |    | 28             |                 | 29              |                 | 30 белая шашка |                |    |  |
|    |                 | 31 |                 | 32 |                | 33 белая шашка  |                 | 34              |                | 35 белая шашка | 35 |  |
| 36 | 36              |    | 37 белая шашка  |    | 38 белая шашка |                 | 39 белая шашка  |                 | 40             |                |    |  |
|    |                 | 41 |                 | 42 |                | 43              |                 | 44 белая шашка  |                | 45             | 45 |  |
| 46 | 46              |    | 47              |    | 48             |                 | 49              |                 | 50             |                |    |  |
|    | 46              |    | 47              |    | 48             |                 | 49              |                 | 50             |                |    |  |

| Участница           | Рапид 1 | Рапид 2 | Блиц 1 | Блиц 2 | Блиц 3 | Блиц 4 | Счёт |
| ------------------- | ------- | ------- | ------ | ------ | ------ | ------ | ---- |
| Тамара Тансыккужина | 1       | 1       | 1      | 1      | 1      | 2      | 7    |
| Наталья Садовская   | 1       | 1       | 1      | 1      | 1      | 0      | 5    |

## Скандал с удалением флага России
Во время четвертого раунда матча за звание чемпиона мира по международным шашкам среди женщин к столу подошёл экс-президент Европейской федерации шашек Яцек Павлицкий, который в момент хода Садовской отклеил с бока стола наклейку с флагом и именем российского игрока и унёс со стола флаг России. При этом под наклейкой с флагом России находилась заранее заготовленная наклейка с нейтральной эмблемой Всемирной федерации шашек. Менее чем через полминуты из компьютерной графики трансляции флаг России рядом с именем игрока также исчез. Свои действия бывший функционер мотивировал звонком со стороны главы Всемирного антидопингового агентства Витольда Баньки, тотчас приказавшего удалить российскую символику со стола прямо во время партии. В следующей партии польская шашистка Садовская, в знак солидарности со своей соперницей, убрала со стола и свой флаг, хотя наклейка и флаг в компьютерной графике остались на месте.